# ماريا أمالي من بادن
الأميرة ماريا أمالي من بادن (بالألمانية: Marie Amalie von Baden)‏ (و. 1817 – 1888 م) هي أرستقراطية ألمانية، ولدت في كارلسروه، توفيت في بادن بادن، عن عمر يناهز 71 عاماً.